# المحصام المتوسط (حرض)

تعديل مصدري - تعديل

المحصام المتوسط هي إحدى قرى عزلة الفج بمديرية حرض التابعة لمحافظة حجة، بلغ تعداد سكانها 666 نسمة حسب تعداد اليمن لعام 2004.